# Rut Blees Luxemburg
Rut Blees Luxemburg (* 1967) ist eine deutsche Fotografin. Die in London lebende und für ihre großflächigen Fotografien bekannte Künstlerin stellt ihre Werke international aus.

## Werdegang
Luxemburg studierte zwischen 1988 und 1990 Politikwissenschaft an der Universität Duisburg. Anschließend ging sie ans London College of Printing, an dem sie 1993 mit einem Bachelor of Arts in Fotografie graduierte. Ab 1994 studierte sich an der University of Westminster und schloss 1996 dieses Studium als Master of Arts ab. Ein Großteil der Ausstellungen der Fotografien Luxemburgs fand zunächst in London statt, ihre Bilder wurden aber auch in Deutschland, etwa 1997 im Stadthaus Ulm oder 1998 im KunstRaum in Trier, oder anderen Ländern weltweit präsentiert.
Größere Bekanntheit erlangten ihre 1996 veröffentlichten Bilder „Towering Inferno“, das The Streets für das 2002 veröffentlichte Album Original Pirate Material nutzte, und „A Modern Project“, das als Coverbild für das 2007 erschienene Bloc-Party-Album A Weekend in the City verwendet wurde.